# Leptosynapta bergensis
Leptosynapta bergensis is een zeekomkommer uit de familie Synaptidae. De wetenschappelijke naam van de soort werd in 1905 gepubliceerd door H. Östergren.

## Beschrijving
Deze kleine zeekomkommer heeft meestal een lichaamslengte van 10 mm, maar kan in zeldzame gevallen 4 mm bereiken. De huid is wit en het uiterlijk wordt gedomineerd door geveerde tentakels georganiseerd in vijf zigzagrijen. De kleur is roze met een transparante huid en duidelijke longitudinale spierbanden. Het uiterlijk lijkt erg op de iets grotere O. planci.

## Verspreiding en leefgebied
Leptosynapta bergensis is wijdverbreid in het Noordpoolgebied, de Noordoost-Atlantische Oceaan en de Middellandse Zee. Hij leeft op een steenachtige zeebodem, maar is af en toe te zien op de bladeren van zeewier en algen. Het dieptebereik is 0 tot 200 meter.